# Шестёркин, Михаил Иванович
Михаил Иванович Шестёркин (1866—1908) — русский художник.

## Биография
Родился в 1866 году.
Информация о художнике крайне скудна. Известно, что он был экспонентом выставок, в том числе ТПХВ, а также организатором разных художественных объединений.
Некоторое время жил и работал в подмосковной усадьбе Дедешино; его работы можно увидеть в Солнечногорском историко-краеведческом музее.
Умер в 1908 году. Жена А. А. Шестеркина фигурирует в списке Валерия Брюсова «Мои прекрасные дамы» в 1899—1903 гг.

## Труды
Работы художника находятся в Государственной Третьяковской галерее и некоторых музеях России. Работы Шестёркина собирал русский меценат Сергей Иванович Зимин, основатель частного театра «Опера С. Зимина», в фойее которого выставлялись произведения разных русских художников. Так он отзывался о произведениях Шестёркина:

«Вдова художника Шестеркина дала ряд картин её мужа, из коих выделялся „Каменотес“ — большая картина, изображавшая рабочего-каменотеса, там же висела и его известная картина „Беспризорные“: два голодных, захолодевших мальчика сидят на скамейке на бульваре. К концу сезона я познакомился с художником Салтановым, и он также устроил у меня выставку своих картин. В фойе я купил громадные зеркала и вставил их в простенках между окон, и фойе стало и богаче, и грандиознее».

Его работы репродуцировались на почтовых открытках.